# Umbria Jazz Award
L'Umbria Jazz Award è un premio che viene ogni anno assegnato ai migliori musicisti presenti alla rassegna internazionale dedicata alla musica jazz, Umbria Jazz.
Coloro che vengono selezioni come migliori musicisti formano l’Umbria Jazz Award Group, band che partecipa ogni anno all'Umbria Jazz Winter di Orvieto in calendario insieme ai più grandi artisti e nomi del jazz internazionale. La giuria è presieduta dal direttore artistico Giovanni Tommaso il quale seleziona i migliori musicisti presenti al festival.

## Musicisti premiati
- Dario Chiazzolino
- Alessandro Lanzoni
- Flavio Boltro
- Giovanni Falzone
- Pietro Valente
- Laura Perilli
- Alessandro Montino
- Genzo Okabe
- Nicola Cordisco
- Jossy Botte
- Manuel Alexandre Figueira Andrade
- Francesco Pollon
- Edoardo Vannozzi
- Giuseppe Romagnoli
- Eran Sabo
- Edoardo Battaglia
- Cesare Mecca
- Roberto Marceddu
- Gabriel Marciano
- Vittorio Esposito
- Federico Gueci
- Valeria Terruso
- Marco Trabucco
- Michele Iaia
- Marco Panati
- Filippo Mari
- Attilio Sepe
- Tommaso Profeta
- Giuseppe Cistola
- Marco Falcon Medrano
- Margherita Carbonell